# Ministero dei lavori pubblici (Argentina)
Il Ministero dei lavori pubblici (in spagnolo Ministerio de Obras Públicas) era un dicastero del governo argentino. È stato sostituito dal Ministero delle infrastrutture nel 2023.
Fu creato originariamente nel 1898 con la riforma costituzionale di quell'anno e nel 1958 fu sciolto e ridotto a segreteria. Riemerse più volte come ministero, con nomi diversi.
Nel dicembre 2023, fu sciolto dalla DNU dopo l'insediamento del presidente Javier Milei, modificando il decreto 438/92, che riduceva il numero dei ministeri da 18 a 9. Fu sostituito dal Ministero delle infrastrutture.

## Organizzazione
Ultimo organigramma del ministero prima del suo scioglimento il 10 dicembre 2023.
- Ministro dei lavori pubblici: Gabriel Katopodis
  - Segreteria di gestione amministrativa
  - Segreteria dei lavori pubblici
  - Sottosegretariato alla pianificazione e al coordinamento territoriale dei lavori pubblici
  - Sottosegretariato per l'esecuzione dei lavori pubblici
- Segreteria per le infrastrutture e la politica idrica
  - Sottosegretariato dei lavori idraulici
  - Sottosegretariato per la gestione operativa dei progetti idrici

## Sede
La sede originaria del Ministero dei lavori pubblici, in stile razionalista, fu costruita tra il 1934 e il 1936 in Avenida 9 de Julio. Dal 1991, con il trasferimento dei Lavori pubblici al Ministero dell'economia, è sede dei ministeri della Salute e dello Sviluppo sociale.
Il Ministero della pianificazione federale, degli investimenti pubblici e dei servizi è distribuito all'interno del gruppo di edifici appartenenti al Ministero dell'economia, che occupano l'intero isolato delimitato dalle vie Hipólito Yrigoyen, Adolfo Alsina, Balcarce e Paseo Colón.
L'edificio principale era il Palacio de Hacienda, inaugurato nel dicembre 1939 per ospitare l'allora Ministero delle finanze. Il suo ingresso principale si trova in Hipólito Yrigoyen 250 e si erge su 15 piani. Il suo design si ispira al movimento razionalista che caratterizzava gli edifici pubblici dell'epoca.